# Heinkel He 115
Die Heinkel He 115 war ein zweimotoriges Wasserflugzeug, das in den 1930er Jahren in Deutschland entwickelt wurde und im Zweiten Weltkrieg zum Einsatz kam.

## Geschichte

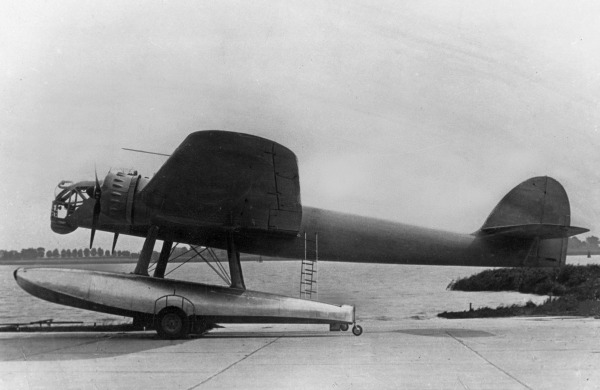
Erster Prototyp He 115 V1

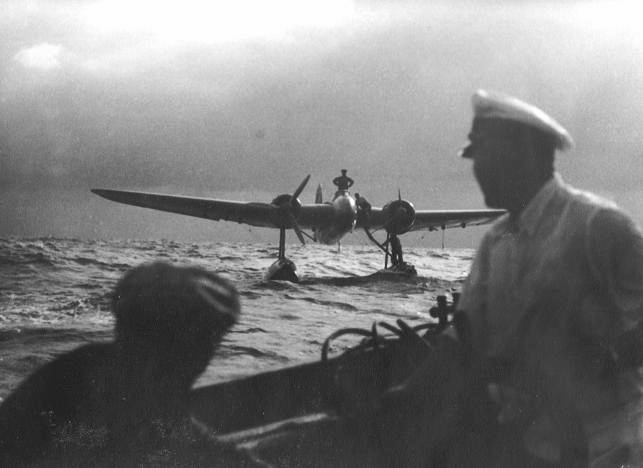
He 115 im Schlepp der Barkasse der „Monte Pascoal“

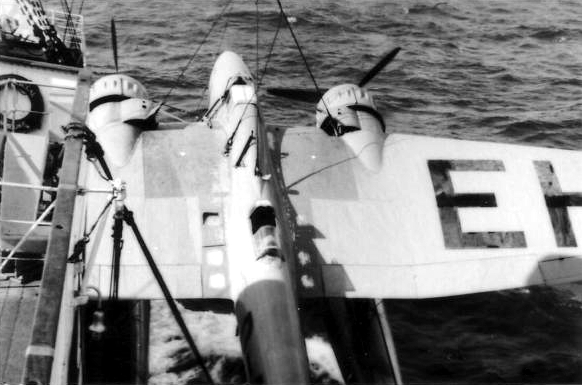
He 115 im Ladegeschirr der „Monte Pascoal“

Die Entwicklung der Heinkel He 115 begann 1935 nach einer Ausschreibung des RLM über ein Mehrzweckflugzeug als Ersatz für die He 59. Im Gegensatz zu dieser war die He 115 als Eindecker in Tiefdeckerbauweise für drei Besatzungsmitglieder ausgelegt. Der Erstflug der He V1 (Wnr. 1553) fand im August 1937 statt und wurde von Gerhard Nitschke durchgeführt.
Nach einem größeren Umbau erhielt die V1 die folgenden Änderungen:
- glatte Sperrholzverkleidung der vorderen Rumpfoberseite
- Entfall der Einstiegsleiter vom Schwimmer zum Rumpf
- Entfall der Bombenklappe
- Einbau von neuen VDM-Verstellpropellern
- Umbau des Seitenruders

Mit der so modifizierten He 115 V1 erflog Pilot Friedrich Ritz am 20. März 1938 acht Weltrekorde (max. 330 km/h) für unterschiedliche Reichweiten und Beladungen für zweimotorige Wasserflugzeuge auf der Strecke von Laboe über Swinemünde nach Łeba und zurück. Der zweite Prototyp (Wnr. 1554) flog 1938 und wurde im März folgenden Jahres in Schweden Tests mit Eisschwimmern unterzogen. Der dritte Prototyp (Wnr. 1555) hatte mit der weitgehend verglasten Rumpfnase und der langgezogenen Kabine (Spitzname „Treibhaus“) bereits das Aussehen der späteren Serienmodelle; der vierte (Wnr. 1977) besaß Schwimmer ohne Drahtverspannungen.
Um einen neuen Langstreckenrekord aufzustellen, startete am 14. März 1939 Flugkapitän Walter Diele mit zwei Mann Besatzung von der Ribnitzer Bucht mit dem Ziel Rio de Janeiro in Brasilien. Das Flugzeug war mit einer erweiterten Kraftstoffanlage mit einem Fassungsvermögen von 4090 Litern ausgerüstet worden und mit einem Abfluggewicht von 15 t stark überladen. Der Flug führte über Helgoland, den Ärmelkanal, die Biskaya, Kap Finisterre und die Kanaren bis nahe der Kapverden. Wegen Motorschadens durch einen Ölrohrbruch (s. Bild, linkes Triebwerk, Propeller in Segelstellung) musste eine Notwasserung durchgeführt werden. Das Flugzeug wurde durch das Passagier-Motorschiff Monte Pascoal der Hamburg-Süd geborgen und am Ladegeschirr hängend mitgeführt.
Die Serienfertigung begann im Dezember 1938 und endete bereits im Juli 1940. Mit den Prototypen wurden insgesamt 223 Flugzeuge bei Heinkel Rostock gebaut. Es erfolgte keine Lizenzproduktion und auch kein weiterer Serienbau nach dem Juli 1940. 1940/41 wurden mindestens 66 Flugzeuge als Langstreckenflugzeuge umgebaut.

## Einsatz
Die Flugzeuge wurden als Aufklärer, Bomber, Torpedoflugzeug und Minenleger eingesetzt, erwiesen sich in den letzten drei Rollen aber als wenig geeignet. Allerdings gelang es Heinkel He 115 der Küstenfliegergruppe 706 am 11. November 1940, zwei Frachtschiffe zu versenken, die im Geleitzug EN 23 vor der ostschottischen Küste fuhren. Nachdem die entsprechenden Kampfaufgaben im Verlauf des Krieges auf Landflugzeuge (Do 17, He 111, Ju 88) übertragen worden waren, wurden die He-115-Staffeln nach und nach umgerüstet. Im April 1942 befanden sich die letzten zwei Staffeln (1./406, 1./906) in Norwegen, wo sie gegen Nordmeergeleitzüge eingesetzt wurden. 1944 existierte nur noch die 1.(F)/406 in Norwegen als Aufklärungsstaffel mit etwa zehn He 115.
Insgesamt wurden im zweiten Halbjahr 1939 und Anfang 1940 18 Flugzeuge exportiert: zwölf nach Schweden und sechs nach Norwegen. Von den norwegischen Flugzeugen konnten drei während der deutschen Invasion nach Großbritannien entkommen, wo sie von der RAF im Mittelmeerraum und in der Nordsee beispielsweise zum Transport von Agenten eingesetzt wurden. Eine Maschine fiel der deutschen Luftwaffe in die Hände, eine weitere entkam nach Finnland.
Die He 115 erwies sich auf Grund der Auslegung als Wasserflugzeug und der damit verbundenen geringen Geschwindigkeit als wenig geeignet für den vorgesehenen Kampfeinsatz. Konsequenterweise wurde das Flugzeug Mitte 1940 aus dem Bauprogramm und im Anschluss daran auch aus dem Kampfeinsatz genommen.

## Bauzahlen
| Version    | Anzahl |
| ---------- | ------ |
| Prototypen | 3      |
| A          | 13     |
| B          | 122    |
| C          | 67     |
| Export     | 18     |
| Summe      | 223    |

Quellen:

## Technische Beschreibung
Hochseefähiges Aufklärungs- und Torpedoflugzeug in Ganzmetallbauweise; freitragender Mitteldecker in zweiholmiger Schalenbauweise mit abgestrebtem Normalleitwerk; spindelförmiger Rumpf mit ovalem Querschnitt, Seitenflosse großflächig, Höhenflosse mit großer Flügelspannweite; Ganzmetallschwimmer einstufig und gekielt, ausrüstbar mit Schneekufen.

## Versionen
- He 115 A-1: erste Serienausführung (zusätzlich MG 15 in Rumpfnase),[5] ab Januar 1939
- He 115 A-2: Exportausführung für Schweden (12)[6][A 2] und Norwegen (6), veränderte Funkausrüstung und Bewaffnung (Colt Browning und M/22)
- He 115 B-1/R1: Aufklärer mit zwei Rb-Kameras
- He 115 B-1/R2: eine Außenstation für SC- oder SD-500-Bombe
- He 115 B-1/R3: Ausrüstung mit zwei magnetischen Luftminen LMA III
- He 115 B-2: Ausführung mit Skiern für Einsätze am Nordkap
- He 115 C-1: stärkere Bewaffnung: je zwei 7,92-mm-MG 15 und MG 17 sowie einen starre, vorwärtsfeuernde 15-mm-Kanone MG 151 im Bug[A 3]
- He 115 C-2: Ausführung mit Stahlskiern
- He 115 C-3: Ausführung für Seeminenlegeinsätze vor der englischen Küste
- He 115 C-4: Torpedobomber für das Eismeer, nur das hintere MG 15 in der Kabine
- He 115 D: Prototyp mit zwei 1600 PS (1177 kW) leistenden BMW-801-A/B-Sternmotoren, fünf MG und vier Mann Besatzung, 1940 getestet
- He 115 E: wie C-Version, aber verbesserte Bewaffnung und Navigations- und Funkausrüstung

## Verbleib
Am 2. Juni 2012 wurde im Hafrsfjord in Südwest-Norwegen eine He 115 (Werknr. 3896) weitgehend intakt geborgen. Es fehlen der Steuerbordmotor und die zwei Schwimmer, die bereits während des Krieges von einem deutschen Bergungsteam entfernt worden waren. Die am 28. Dezember 1942 bei einer missglückten Wasserung verlorengegangene Maschine mit den Markierungen 8L+FH gehörte zur ersten Staffel der Seefernaufklärungsgruppe 906 (bis Februar 1941: Küstenfliegergruppe 906), die in Sola stationiert war. Eine Restaurierung findet im Flyhistorik Museum Sola statt, wo der Bergung und Restaurierung des Flugzeugs eine eigene Ausstellung gewidmet ist. Teile des Flugzeugs, wie der konservierte hintere Rumpfabschnitt, sind dort zu begutachten (Stand 2018).
Bei einem Übungseinsatz entdeckten Unterwasserdrohnen der norwegischen Marine im März 2023 vor der Küste von Høvringen bei Trondheim in 253 m Tiefe das Wrack einer He 115 B-1. Das Flugzeug mit dem Verbandskennzeichen S4+DH gehörte zur ersten Staffel der Küstenfliegergruppe 506 und war am 9. April 1940 nach einer Bruchlandung infolge von Beschussschäden im Meer versunken.

## Technische Daten

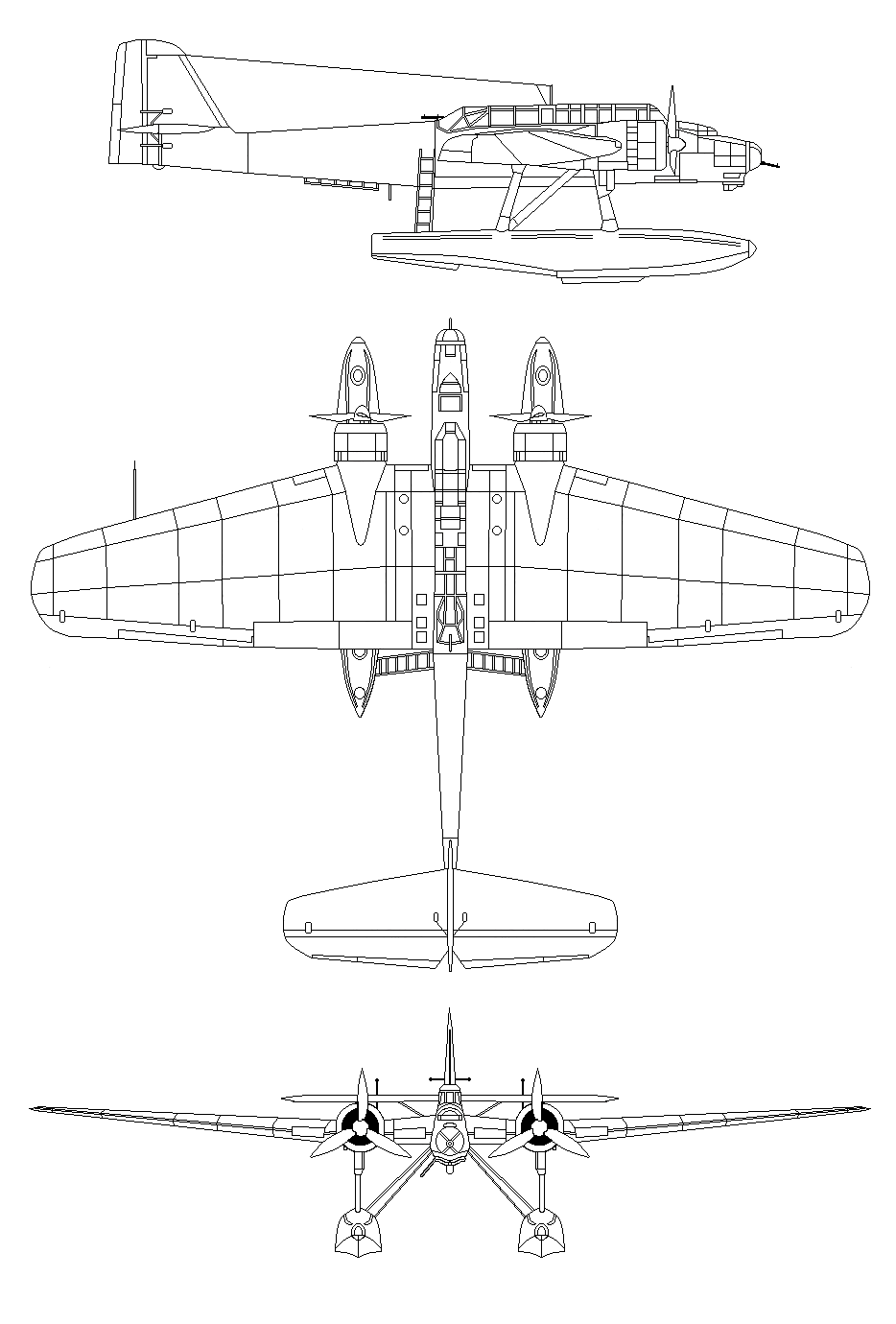
Dreiseitenansicht He 115 B-2

| Kenngröße             | Heinkel He 115 B-2 | Heinkel He 115 C-1 |
| --------------------- | --- | --- |
| Besatzung             | 3 (Pilot, Funker, Beobachter/Bordschütze)                                                                                                | 3 (Pilot, Funker, Beobachter/Bordschütze) |
| Länge                 | 17,30 m | 17,30 m |
| Spannweite            | 22,28 m | 22,26 m |
| Höhe                  | 6,60 m | 6,57 m |
| Flügelfläche          | 86,7 m² | 85,76 m² |
| Flügelstreckung       | 5,7 | 5,8 |
| Flächenbelastung      | 122,4 kg/m² | k. A. |
| Leistungsbelastung    | 5,52 kg/PS | k. A. |
| Leermasse             | 6.772 kg | 6.861 kg |
| Rüstmasse             | 6.910 kg | k. A. |
| Startmasse            | 10.605 kg | maximal 10.665 kg |
| Triebwerk             | zwei 9-Zylinder-Sternmotoren BMW 132 K mit je 706 kW (960 PS) Startleistung bei 2.550/min                                                | zwei 9-Zylinder-Sternmotoren BMW 132 K mit je 706 kW (960 PS) Startleistung bei 2.550/min                                                                     |
| Höchstgeschwindigkeit | 295 km/h in Bodennähe 305 km/h in 1.000 m Höhe 295 km/h in 2.000 m Höhe                                                                  | 288 km/h |
| Marschgeschwindigkeit | 275 km/h in Bodennähe 285 km/h in 1.000 m Höhe 295 km/h in 2.000 m Höhe                                                                  | 278 km/h |
| Landegeschwindigkeit  | 100 km/h | k. A. |
| Steiggeschwindigkeit  | k. A. | 255 m/min |
| Steigzeit             | 4,9 min auf 1.000 m Höhe 10,9 min auf 2.000 m Höhe 20,8 min auf 3.000 m Höhe                                                             | k. A. |
| Dienstgipfelhöhe      | 5.200 m | 5.170 m |
| Reichweite            | 2.800 km | 2.785 km |
| Bewaffnung            | je ein bewegliches 7,92-mm-MG 15 in Bug (525 Schuss) und Heck (1.500 Schuss)                                                             | je ein bewegliches 7,92-mm-MG 15 in Bug und Heck eine starre 15-mm-Kanone MG 151 im Bug zwei 7,92-mm-MG 17 rückwärtsfeuernd in den Motorverkleidungen möglich |
| Bombenlast            | ein Torpedo LTF 5 oder LTF 6 b eine Mine LMB III (920 kg) oder zwei Minen LMA III (je 500 kg) eine 500-kg-Sprengbombe SC 500 oder SD 500 | ein Torpedo LTF 5 oder LTF 6 b eine Mine LMB III (920 kg) oder zwei Minen LMA III (je 500 kg) drei 250-kg-Sprengbomben SC 250 intern                          |